# Heuweiler
Heuweiler település Németországban, azon belül Baden-Württembergben. Lakosainak száma 1159 fő (2023. december 31.).

## Népesség
A település népessége az elmúlt években az alábbi módon változott:
| Lakosok száma | 761  | 1113 | 1106 | 1152 | 1164 | 1159 |
|               | 1975 | 2017 | 2019 | 2021 | 2022 | 2023 |